# US Open 2025 (gra mieszana)
Us Open 2025 
Gra pojedyncza mężczyzn 
Carlos Alcaraz
Gra pojedyncza kobiet 
Iga Świątek
Mikst 
Iga Świątek/Casper Ruud